# 生田村 (長野県)
生田村（いくたむら）は、長野県下伊那郡にあった村。現在の松川町大字生田にあたる。

## 概要
生東地区 (中山、峠、柄山、長峰) と福与、部奈の６つの地区からなる。生東地区は山間地。福与と部奈は比較的平地の多い地形である。

## 地理
- 山：馬原山
- 河川：天竜川、小渋川、間沢川

## 歴史
- 1875年（明治8年）1月23日 - 筑摩県伊那郡河野村・部奈村・峠分・福与村・長峰柄山分・中山分が合併して生田村となる。
- 1876年（明治9年）8月21日 - 長野県の所属となる。
- 1879年（明治12年）1月4日 - 郡区町村編制法の施行により下伊那郡の所属となる。
- 1881年（明治14年）11月9日 - 一部が分立して河野村となる（後に単独で自治体を形成して河野村が発足）。
- 1889年（明治22年）4月1日 - 町村制の施行により、生田村が単独で自治体を形成。
- 1959年（昭和34年）4月1日 - 松川町に編入。同日生田村廃止。

## 教育
生田東小学校（廃校）、生田西小学校 (廃校)、生田中学校（廃校）があったが、いずれも廃校となり生田地区の学校は無くなった。